# Arctia brunnescens
Arctia brunnescens là một loài bướm đêm thuộc phân họ Arctiinae, họ Erebidae.